# Uwe Buß
Uwe Buß (* 1967 in Gießen) ist ein deutscher evangelischer Theologe und Schriftsteller. 
Buß studierte in Marburg und London evangelische Theologie. 2002 wurde er an der Philipps-Universität Marburg mit einer Untersuchung über den Pietisten Johann Friedrich Starck zum Dr. theol. promoviert. Von 2005 bis 2012 war er Pfarrer in Bromskirchen, einem Dorf in der Nähe von Frankenberg (Eder). Seit 2012 ist er in Rimbach im Odenwald tätig.
Buß ist verheiratet und hat drei Kinder.

## Werke
- Johann Friedrich Starck (1680–1756). Leben, Werk und Wirkung eines Pietisten der dritten Generation. Verlag der Hessischen Kirchengeschichtlichen Vereinigung, Darmstadt 2004. ISBN 3-931849-16-3
- GAN-Trilogie
  - Das Amulett von Gan, Scm R. Brockhaus; Februar 2012; ISBN 978-3-417-28508-6
  - Finsternis über Gan, Scm R. Brockhaus; September 2012; ISBN 978-3-417-28549-9
  - Letzte Rettung für Gan, Scm R. Brockhaus; August 2013; ISBN 978-3-417-28604-5